# Metalectra indecidens
Metalectra indecidens är en fjärilsart som beskrevs av Walker 1858. Metalectra indecidens ingår i släktet Metalectra och familjen nattflyn. Inga underarter finns listade i Catalogue of Life.